# Anfitriones de la Copa Mundial de Rugby

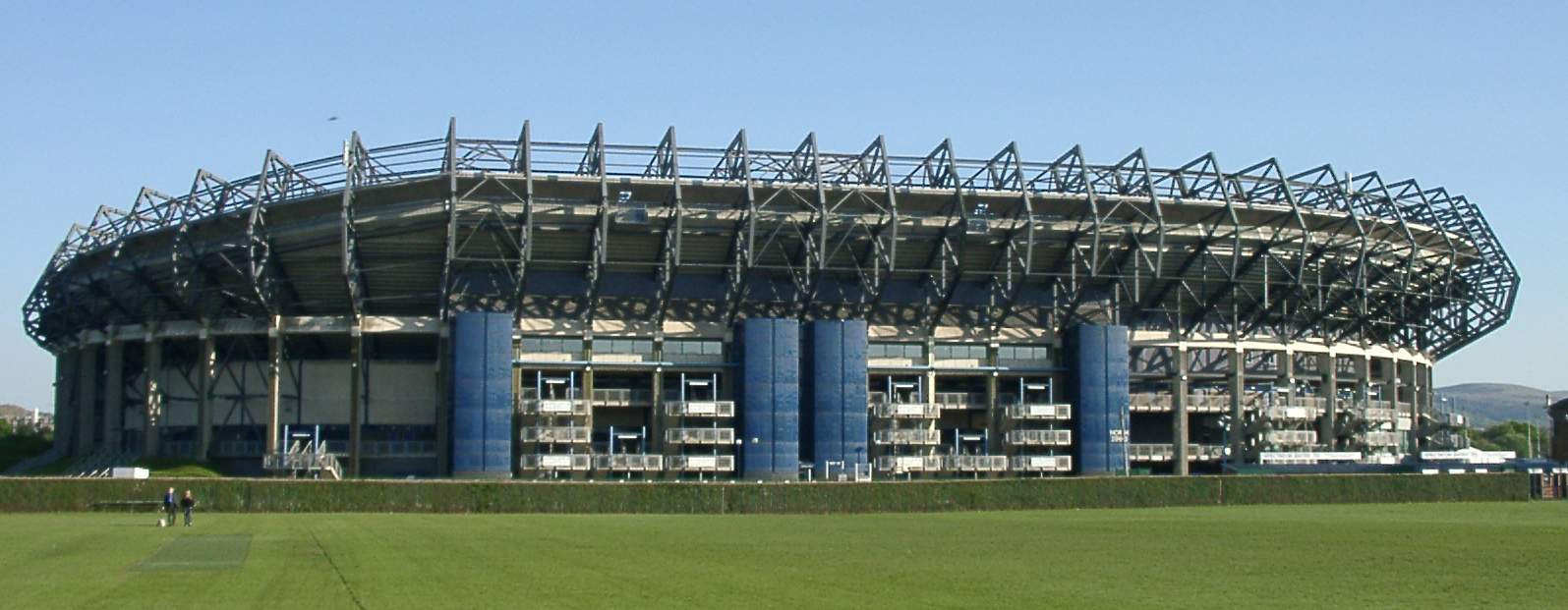
Estadio Murrayfield en Edimburgo, donde se jugó en el 1991

La nación anfitriona de la Copa del Mundo de Rugby es seleccionada por World Rugby, en una reunión seis años antes de cada torneo.
Cada una de las copas mundiales de 1987 a 2015 fueron organizadas por países que se consideran las potencias tradicionales del rugby. La primera nación que no es parte del Torneo de las Seis Naciones boreal o The Rugby Championship austral en albergar un mundial, fue Japón.

## Criterios de elegibilidad
World Rugby requiere que el país sede de una Copa Mundial posea las instalaciones necesarias. Los estadios deben tener una capacidad de al menos 15.000 espectadores, con el estadio para la final con una capacidad de al menos 60.000. Los estadios tienen otros requisitos, como el tamaño del terreno de juego y la iluminación.
WR también busca anfitriones que generen ingresos significativos o anfitriones que extiendan el alcance geográfico del deporte. Según su presidente en 2008, Bernard Lapasset: «Como la generación de ingresos es vital para nuestros planes de desarrollo en curso, reconocemos que la Copa del Mundo tiene que celebrarse en uno de nuestros mercados centrales senior de forma regular. (...) Sin embargo, el éxito comercial del torneo también significa que ahora podemos considerar colocarlo en nuevos mercados en desarrollo para ayudar al crecimiento estratégico del juego».
World Rugby también tiende a rotar continentes, sin que ningún continente hasta la fecha haya albergado dos Copas del Mundo consecutivas.

## Resumen
| Torneo          | Núm. de partidos | Partidos albergados por nación(es) | Otros postulantes              |
| --------------- | ---------------- | --- | ------------------------------ |
| 1987            | 32               | - New Zealand (21) - Australia (11) |                                |
| 1991            | 32               | - France (8) - England (7) - Wales (7) - Scotland (5) - Ireland (5)                                                                           |                                |
| 1995            | 32               | South Africa (32) |                                |
| 1999            | 41               | - Wales (9) - England (9) - France (8) - Scotland (8) - Ireland (7)                                                                           |                                |
| 2003            | 48               | Australia (48) | Nueva Zelanda                  |
| 2007            | 48               | - France (42) - Wales (4) - Scotland (2) | England                        |
| 2011            | 48               | New Zealand (48) | - Japan - South Africa         |
| 2015            | 48               | - England (40) - Wales (8) | - South Africa - Italy - Japan |
| 2019            | 45               | Japan (45) | - South Africa - Italy         |
| Total 1987–2019 | 374              | - New Zealand (69) - Australia (59) - France (58) - England (56) - Japan (45) - South Africa (32) - Wales (28) - Scotland (15) - Ireland (12) |                                |
| 2023            | TBD              | France | - South Africa - Ireland       |
| 2027            | TBD              | TBD | - Australia - Rusia            |

## Historia
La primera Copa Mundial fue organizada por Nueva Zelanda y Australia albergó algunos partidos, luego de que Rugby Australia y New Zealand Rugby escribieran de forma independiente a la International Rugby Board (hoy World Rugby); buscando llevar a cabo un torneo de la Copa Mundial. La final se jugó en Auckland, en el estadio Eden Park y fue ganada por los All Blacks.

### La copa llega a Europa
La Copa Mundial de Rugby de 1991 fue organizada conjuntamente por Inglaterra, Irlanda, Gales, Francia y Escocia, con partidos jugados en estas cinco naciones europeas. El Grupo A, en el que jugó Inglaterra, vio la mitad de los partidos jugados en Londres, aunque los partidos también fueron en Leicester, Gloucester y Otley. Los juegos del Grupo B involucraron a las naciones europeas Escocia e Irlanda, que tuvieron todos sus juegos en Dublín o Edimburgo; un partido se jugó en Belfast. El Grupo C incluía a Gales, cuyos partidos se jugaron todos en Cardiff, con los otros partidos en Pontypool, Pontypriddy Llanelli. El Grupo D, del que Francia formaba parte, vio partidos jugados en Agen, Bayona, Béziers Brive, Grenobley Toulouse. Ninguno de los cuartos de final o semifinales se jugó en Inglaterra. La final se jugó en el mítico Estadio de Twickenham.

### El fin de una era y Sudáfrica
La Copa Mundial de Rugby de 1995 fue organizada y ganada por Sudáfrica. La IRB abrió nuevos caminos al otorgar el torneo a una nación africana, convirtiéndolo en el primer gran evento deportivo jamás celebrado en el continente. Esta fue también la primera Copa Mundial de Rugby que se jugó completamente en un país.
El torneo probablemente será más recordado por dos momentos: la aparición de Jonah Lomu como una superestrella del rugby y la presentación de trofeos. En uno de los momentos más emotivos en la historia del deporte, el presidente Nelson Mandela usó una camiseta de los Springboks y una gorra de béisbol a juego al presentar el trofeo al capitán afrikáner del equipo, Francois Pienaar. La camiseta de Mandela tenía el número 6 de Pienaar en la espalda. La presentación fue ampliamente vista como una señal de reconciliación entre las comunidades blancas y negras de Sudáfrica.

### Profesionalismo y ¿Gales?
La Copa Mundial de Fútbol de 1999 fue organizada por Gales con algunos partidos repartidos por Escocia,Inglaterra, Irlanda y Francia. El formato de los partidos de grupo fue similar al mundial de Inglaterra de 1991. Todos los juegos del Grupo A se llevaron a cabo en Escocia, los juegos del Grupo B en Inglaterra, los juegos del Grupo C en Francia, los juegos del Grupo D se llevaron a cabo en Gales y los juegos del Grupo E se llevaron a cabo en Irlanda. Los play-offs de segunda ronda y los cuartos de final se llevaron a cabo en una variedad de sedes europeas, las semifinales se llevaron a cabo en el Twickenham Stadium,Londres. El play-off por el tercer puesto y la final se celebraron en el nuevo Millennium Stadium de Cardiff.

### Nuevo milenio: Australia
La Copa de 2003 estaba destinada a ser celebrada conjuntamente por Australia y Nueva Zelanda, pero los desacuerdos entre la International Rugby Board y la NZRU,sobre el patrocinio, la publicidad y la venta de entradas, vieron la competición jugada únicamente en Australia. Este fue el primer y único torneo hasta la fecha en ser ganado por un equipo del hemisferio norte. En el Mundial de 2003 se jugaron partidos en once estadios de diez ciudades australianas.

### Francia 2007
A diferencia de los torneos anteriores en 1991 y 1999, donde cinco países de Europa organizaron partidos, la IRB decidió otorgar el derecho a albergar el torneo de 2007 a un país.
Tanto Inglaterra como Francia pujaron por ser sede del torneo. La oferta de Inglaterra incluía un torneo de dos niveles, un formato de 16 equipos, una Copa de las Naciones separada para los países emergentes y la alteración de la estructura del torneo de clasificación. La oferta de Francia tenía un formato tradicional de 20 equipos, que se celebraría en septiembre y octubre.
La IRB anunció en abril de 2003 que Francia había ganado el derecho a ser sede del torneo. La oferta francesa ganó con 18 de 21 votos, con el presidente del IRB Syd Millar declarando que "el consejo era abrumadoramente de la opinión de que la estructura debería permanecer como está. El torneo se trasladó a las fechas propuestas de septiembre-octubre con la estructura del torneo permaneciendo como estaba. También se anunció que diez ciudades francesas acogerían partidos, con la final en el modernísimo Estadio de Francia.

### Retorno a Nueva Zelanda
Nueva Zelanda, Japón y Sudáfrica pujan por ser sede del torneo. Sudáfrica fue eliminada en la primera ronda de votación de la IRB; en la segunda ronda, Nueva Zelanda ganó la votación 13 a 8, y el Consejo de la IRB otorgó la sede de la Copa Mundial de Rugby de 2011 a Nueva Zelanda. La licitación tuvo lugar en noviembre de 2005, la primera vez que se habían adjudicado derechos de acogida a una nación con seis años de antelación. El procedimiento de votación fue gestionado por un equipo de auditores independientes.
Algunas casas de apuestas habían hecho inicialmente a Japón el favorito para ganar la votación, razonando que se creía que había un deseo de llevar la Copa Mundial de Rugby a una nación de rugby no tradicional, y organizar el evento en Asia por primera vez.
También hubo preocupaciones sobre la infraestructura de Nueva Zelanda, sin embargo, una misión de investigación de la IRB impresionó a los ejecutivos.
Sudáfrica había explorado inicialmente la posibilidad de invitar a otros países africanos a organizar algunos partidos y también había discutido con Argentina la posibilidad de acoger algunos partidos en Buenos Aires. En última instancia, sin embargo, Sudáfrica presentó una oferta en solitario.
Además, en los medios de comunicación se habló de los Estados Unidos como un país que podía presentar una oferta, pero finalmente no la hicieron.
Japón respondió críticamente a la decisión de la IRB de otorgar la Copa Mundial de 2011 a Nueva Zelanda, con el jefe japonés de la RFU Yoshiro Mori declarando: "Las naciones establecidas pasan la pelota alrededor de sus amigos (...) Solo quedan los intereses de las uniones más grandes". A pesar de no ganar el derecho a ser sede de la Copa Mundial de 2011, los funcionarios de Rugby de Japón se mantuvieron optimistas sobre las oportunidades futuras. Japan Rugby declaró: "Queremos ayudar con la propagación de la fiebre del rugby (...) y creemos que la dispersión en el continente más grande del planeta ayudará a la IRB en su misión de globalizar el juego que todos amamos".
La IRB defendió su decisión de otorgar la Copa Mundial de 2011 a Nueva Zelanda en lugar de Japón, afirmando: "Nueva Zelanda puede garantizar estadios llenos y eso no se puede garantizar en Japón.

### Inglaterra
El anfitrión del torneo de 2015 fue Inglaterra, que ganó su candidatura el 28 de julio de 2009. Un récord de diez uniones indicaron interés formal en organizar los eventos de 2015 y/o 2019: Australia, Inglaterra, Irlanda, Italia, Jamaica, Japón, Rusia, Escocia, Sudáfrica y Gales. Argentina había sido reportada a principios de 2008 como una consideración preliminar a la licitación, pero en última instancia no indicó formalmente un interés en la licitación.

### La copa en Asia
El anfitrión del torneo de 2019 fue Japón, que ganó el derecho a albergar el torneo el 28 de julio de 2009.

### Francia 2023
Varios países declararon su interés en albergar la Copa Mundial de Rugby de 2023,incluidos los que ya han sido anfitriones de partidos de RWC y los países que buscan organizar un torneo por primera vez.
Sudáfrica fue considerada una de las favoritas para albergar la competición de 2023, después de haber pujado sin éxito por el derecho a albergar los torneos de 2011, 2015 y 2019. Irlanda presentó una oferta formal, tras el establecimiento en enero de 2014 de un grupo de trabajo gubernamental para evaluar una oferta para albergar la Copa Mundial de Rugby. La anterior nación anfitriona, Francia, también presentó una oferta para volver a ser sede en 2023.
Estados Unidos, Argentina e Italia también habían expresado interés en ser anfitriones, pero ninguna de las tres naciones presentó una oferta formal.
El 15 de noviembre de 2017, se anunció que Francia había vencido a sus rivales Irlanda y Sudáfrica, en su exitosa candidatura para albergar la Copa Mundial de Rugby de 2023.